# GRIN1
Le gène GRIN1  qui signifie «  Glutamat Receptor Ionotropic N-Methyl D-Aspartate de type 1 », aussi appelé MRD8, GluN1, NMDA1, NMD-R1 ou NMDAR1, est un gène composé de 21 exons, situé sur le chromosome 9 humain et codant une protéine de même nom.

## Fonction de la protéine
La protéine synthétisée par ce gène est un récepteur ionotrope activé par le glutamate monosodique (neurotransmetteur) et le NMDA (acide aminé) et qui transforme le message chimique en message électrique au niveau de la synapse (connexion neuronale).
Cette protéine joue un rôle-clé dans la plasticité synaptique (évolution des connexions neuronales), la synaptogenèse (formation des connexions neuronales – se produit surtout chez l'enfant), l'excitotoxicité (altération/destruction neuronale due à l'hyperactivation de neurotransmetteurs) et est donc liée à la mémoire et l'apprentissage.
Cette protéine s'exprime dans les neurones du système nerveux central, les cellules pyramidales de l'hippocampe (cellules nerveuses du cerveau), le néocortex et les neurones dopaminergiques mésencéphaliques, elle est donc impliquée dans la  mémoire verbale et les fonctions cognitives.

## Mutations du gène
Récemment, des mutations de novo ont été identifiées chez des patients ayant une déficience intellectuelle non-syndromique et/ou une encéphalopathie épileptique d'origine inconnue. Des séquençages de l'exome entier (Whole Exome Sequencing, WES) chez 88 patients en ont identifié quatre possédant des mutations du gène GRIN1.
Chez ces quatre patients, les symptômes sont apparus dans les trois premiers mois après la naissance, incluant des mouvements hyperkinétiques (deux patients), des crises d'épilepsie (deux patients), des mouvements anormaux de l'œil type crise d'oculogyre (deux patients), et des mouvements stéréotypiques des mains (trois patients). Des mouvements involontaires, un retard sévère du développement et une déficience intellectuelle ont été reconnus chez les quatre patients. Trois des mutations de novo ont été observées dans le domaine transmembranaire et une dans la boucle extracellulaire près de l'hélice transmembranaire 1. Toutes les mutations engendrent un dysfonctionnement du récepteur NDMA.

### Conséquences des mutations
Les mutations ont pour conséquence un MRD8 (Mental Retardation Autosomal Dominant 8) : trouble caractérisé par une déficience intellectuelle et une détérioration du comportement adaptatif qui se manifestent lors de la période de développement.